# Impatiens diffusa
Impatiens diffusa är en balsaminväxtart som beskrevs av Joseph Dalton Hooker. Impatiens diffusa ingår i släktet balsaminer, och familjen balsaminväxter. Inga underarter finns listade i Catalogue of Life.